# Kumail Nanjiani
Kumail Ali Nanjiani (szindhi nyelven: ڪميل نانجياني, kiejtve: /kʊˈmeɪl ˌnɑːndʒiˈɑːni/; született 1978. február 21.) pakisztáni-amerikai stand-up komikus, színész, podcastos és író.
Egyik legismertebb filmje a Rögtönzött szerelem (2017) című romantikus vígjáték, melyet főszereplőként és íróként is jegyez. 2014–2019 között az HBO Szilícium-völgy című sorozatának szerelője volt. Az utóbbit feleségével, Emily V. Gordonnal közösen írta, amelyért Nanjianit a legjobb eredeti forgatókönyvnek járó Oscar-díjra jelölték. 
2018-ban a Time a világ 100 legbefolyásosabb emberei közé sorolta.

## Fiatalkora
Karacsiban nőtt fel, a pakisztáni muszlim házaspár, Shabana és Aijaz Nanjiani két fia közül az első. Öccse 1982 nyarán született. Nanjiani síita iszlám családban nevelkedett. Shereen Nanjiani, a BBC rádió műsorvezetője az unokatestvére.
A Szent Mihály-zárdaiskolába járt. 18 éves korában az Amerikai Egyesült Államokba költözött, és az Iowa államban található grinnelli főiskolára járt, ahol 2001-ben diplomázott informatikából és filozófiából.

## Magánélete
2007-ben feleségül vette Emily V. Gordon író-producert, korábbi pár- és családterapeutát. Gordon volt a The Meltdown with Jonah and Kumail (2014–2016) producere.
Bár síita nevelést kapott, Nanjiani ma már ateista.

## Filmográfia

### Film

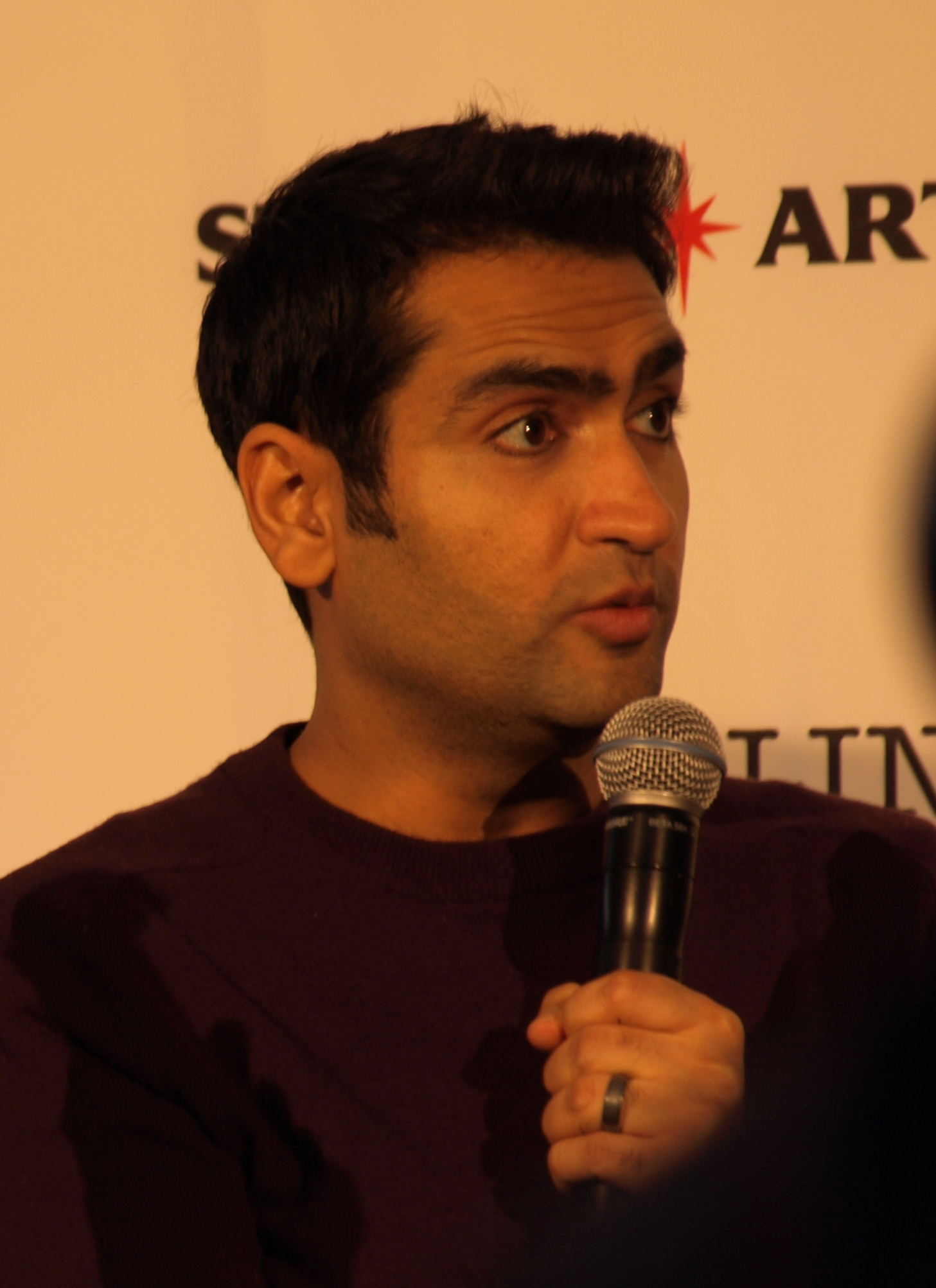
2017-ben

| Év   | Magyar cím                               | Eredeti cím                           | Szerep                         | Magyar hang            |
| ---- | ---------------------------------------- | ------------------------------------- | ------------------------------ | ---------------------- |
| 2010 | Ilyen az élet                            | Life as We Know It                    | Simon                          | Kovács Lehel           |
| 2012 | Ötéves jegyesség                         | The Five-Year Engagement              | pakisztáni főnök               |                        |
| 2013 | A nyár királyai                          | The Kings of Summer                   | Gary, az ételfutár             | Elek Ferenc            |
| 2013 | Ördögfattya                              | Hell Baby                             | kábeles                        | Kapácsy Miklós         |
| 2013 |                                          | Bad Milo                              | Bobbi                          |                        |
| 2014 |                                          | The Last of the Great Romantics       | George                         |                        |
| 2014 | Szexvideó                                | Sex Tape                              | Punit                          | Kapácsy Miklós         |
| 2015 |                                          | Loaded                                | Reza                           |                        |
| 2015 | Vissza a jelenbe 2.                      | Hot Tub Time Machine 2                | Brad                           | Kovács Lehel           |
| 2015 |                                          | Addicted to Fresno                    | Damon                          |                        |
| 2015 | Hello, Doris vagyok                      | Hello, My Name Is Doris               | Nasir                          |                        |
| 2015 | Hell és Back                             | Hell and Back                         | Dave, a démon (hangja)         |                        |
| 2015 | Libabőr                                  | Goosebumps                            | Foreman                        | Kapácsy Miklós         |
| 2016 | Központi hírszerzés                      | Central Intelligence                  | Jared, a biztonsági őr (cameo) | Kapácsy Miklós         |
| 2016 | Mike és Dave esküvőhöz csajt keres       | Mike and Dave Need Wedding Dates      | Keanu                          | Viczián Ottó           |
| 2016 | Menyasszony apró szépséghibával          | Brother Nature                        | Riggleman                      | Pál Tamás              |
| 2016 | Kocsmatúra                               | Flock of Dudes                        | Ro                             | Pálmai Szabolcs        |
| 2016 |                                          | The Late Bloomer                      | Rich                           |                        |
| 2017 | Rögtönzött szerelem                      | The Big Sick                          | önmaga                         | Elek Ferenc            |
| 2017 | Rögtönzött szerelem                      | The Big Sick                          | önmaga                         | Kovács Lehel           |
| 2017 | Pofoncsata                               | Fist Fight                            | Mehar tiszt                    | Kaszás Gergő           |
| 2017 | A nagy esemény                           | A Happening of Monumental Proportions | HR Rep Perry                   |                        |
| 2017 | A Lego Ninjago film                      | The Lego Ninjago Movie                | Jay (hangja)                   | Moser Károly           |
| 2018 |                                          | Duck Butter                           | Jake                           |                        |
| 2019 | Übergáz                                  | Stuber                                | Stu Prasad                     | Kaszás Gergő           |
| 2019 | Men in Black – Sötét zsaruk a Föld körül | Men in Black: International           | Pawny (hangja)                 | Mikó István            |
| 2020 | Dolittle                                 | Dolittle                              | Plimpton (hangja)              | Horváth-Töreki Gergely |
| 2020 | Szerelemben, bűntényben                  | The Lovebirds                         | Jibran                         |                        |
| 2021 | Örökkévalók                              | The Eternals                          | Kingo Sunen                    | Kovács Lehel           |
| 2023 | Kacsalábon                               | Migration                             | Mack Mallard (hangja)          | Molnár Levente         |
| 2024 | Szellemirtók – A borzongás birodalma     | Ghostbusters: Frozen Empire           | Nadeem Razmaadi                | Kovács Lehel           |

### Televízió
| Év        | Magyar cím                       | Eredeti cím                        | Szerep                               | Megjegyzések                                                               |
| --------- | -------------------------------- | ---------------------------------- | ------------------------------------ | -------------------------------------------------------------------------- |
| 2008–2017 | Saturday Night Live              | Saturday Night Live                | indiai riporter / önmaga             | 2 epizód                                                                   |
| 2009      |                                  | The Colbert Report                 | több szereplő                        | 2 epizód                                                                   |
| 2009      |                                  | Michael & Michael Have Issues      | Kumail                               | főszereplő                                                                 |
| 2010      | Furcsa amcsik                    | Ugly Americans                     | Neilando Patel (hangja)              | 1 epizód                                                                   |
| 2011      | Jelzőlámpa                       | Traffic Light                      | Paul                                 | 1 epizód                                                                   |
| 2011      |                                  | CollegeHumor Originals             | Vendor                               | 1 epizód                                                                   |
| 2011      |                                  | Googy                              | Dwayne                               | 1 epizód                                                                   |
| 2011–2014 | Franklin és Bash                 | Franklin & Bash                    | Pindar Singh                         | - főszereplő - magyar hangja:[forrás?] - Bartucz Attila                    |
| 2011–2018 |                                  | Portlandia                         | több szereplő                        | 13 epizód                                                                  |
| 2012–2016 | Kalandra fel!                    | Adventure Time                     | Prismo (hangja)                      | - visszatérő szerep (7 epizód) - magyar hangja:[forrás?] - Markovics Tamás |
| 2013–2015 |                                  | Newsreaders                        | Amir Larussa                         | 11 epizód                                                                  |
| 2013      | Égető szerelem                   | Burning Love                       | Zakir                                | 17 epizód                                                                  |
| 2013      | Az alelnök                       | Veep                               | statisztikus                         | 1 epizód                                                                   |
| 2013      | Tömény történelem                | Drunk History                      | Lakota séf                           | 1 epizód                                                                   |
| 2013      |                                  | Ghost Ghirls                       | Mr. Mattoo                           | 1 epizód                                                                   |
| 2013      |                                  | Kumail Nanjiani: Beta Male         | önmaga                               | különkiadás                                                                |
| 2014      |                                  | Math Bites                         | srác                                 | 1 epizód                                                                   |
| 2014      |                                  | The Pete Holmes Show               | Dhalsim                              | 1 epizód                                                                   |
| 2014      |                                  | TripTank                           | Dick Genie (hangja)                  | 4 epizód                                                                   |
| 2014      |                                  | Garfunkel and Oates                | Jordan                               | 1 epizód                                                                   |
| 2014      |                                  | Key and Peele                      | kollégista gyerek                    | 1 epizód                                                                   |
| 2014–2015 | Bob burgerfalodája               | Bob's Burgers                      | Skip (hangja)                        | 2 epizód                                                                   |
| 2014–2015 | Balfékek                         | Community                          | Custodian Lapari                     | 2 epizód                                                                   |
| 2015      | Broad City                       | Broad City                         | Benny Calitri                        | 1 epizód                                                                   |
| 2015      | Archer                           | Archer                             | Farooq Ashkani (hangja)              | 1 epizód                                                                   |
| 2015      | Amynek áll a világ               | Inside Amy Schumer                 | esküdt                               | 1 epizód                                                                   |
| 2015      |                                  | Scheer-RL                          | Mariah Carey                         | 1 epizód                                                                   |
| 2015      | Penn Zero, a félállású hős       | Penn Zero: Part-Time Hero          | Cuteling polgármester (hangja)       | - 1 epizód - magyar hangja:[forrás?] - Markovics Tamás                     |
| 2015      |                                  | Aqua Teen Hunger Force             | Frylock méhei (hangja)               | 1 epizód                                                                   |
| 2015      | Jogászok ásza                    | The Grinder                        | Leonardo ügyész                      | 2 epizód                                                                   |
| 2014–2016 |                                  | The Meltdown with Jonah and Kumail | önmaga                               | műsorvezető                                                                |
| 2014–2019 | Szilícium-völgy                  | Silicon Valley                     | Dinesh Chugtai                       | - főszereplő - magyar hangja: - Kaszás Gergő                               |
| 2016      | X-akták                          | The X-Files                        | Pasha                                | 1 epizód                                                                   |
| 2016      | Állatok                          | Animals.                           | Rusty (hangja)                       | 1 epizód                                                                   |
| 2016      | 31. Independent Spirit-gála      | 31st Independent Spirit Awards     | önmaga                               | műsorvezető                                                                |
| 2016–2017 |                                  | HarmonQuest                        | Eddie Lizard (hangja)                | 2 epizód                                                                   |
| 2018      | RuPaul – Drag Queen leszek!      | RuPaul's Drag Race                 | önmaga                               | zsűri                                                                      |
| 2019      |                                  | The Twilight Zone                  | Samir Wassan                         | 1 epizód                                                                   |
| 2019–2021 |                                  | Bless the Harts                    | Jézus (hangja)                       | főszereplő                                                                 |
| 2020      |                                  | Kal Penn Approves This Message     | önmaga                               | 1 epizód                                                                   |
| 2020      | 2020: Legyen már vége!           | Death to 2020                      | Bark Multiverse                      | különkiadás                                                                |
| 2021      | Hormonokkal túlfűtve             | Big Mouth                          | önmaga (hangja)                      | 1 epizód                                                                   |
| 2022      |                                  | Murderville                        | önmaga                               | 1 epizód                                                                   |
| 2022      | A Simpson család                 | The Simpsons                       | Theo (hangja)                        | 1 epizód                                                                   |
| 2022      | A Fiúk ördögi oldala             | The Boys Presents: Diabolical      | Vik (hangja)                         | 1 epizód                                                                   |
| 2022      | Obi-Wan Kenobi                   | Obi-Wan Kenobi                     | Haja Estree                          | - 1 epizód - magyar hangja:[forrás?] - Kovács Lehel                        |
| 2022      | Bee és Macskutya                 | Bee and PuppyCat                   | Howell Wizard (hangja)               | 2 epizód                                                                   |
| 2022      | A fiúk                           | The Boys                           | Vik                                  | 1 epizód                                                                   |
| 2022–2023 | Isten hozott a Chippendalesben'1 | Welcome to Chippendales            | Somen "Steve" Banerjee               | főszereplő                                                                 |
| 2023      | Világtörténelem, 2. rész         | History of the World, Part II      | Vātsyāyana                           | 1 epizód                                                                   |
| 2023      | Eric André show                  | The Eric Andre Show                | önmaga                               | 1 epizód                                                                   |
| 2024      |                                  | Krapopolis                         | A spártai hadsereg vezetője (hangja) | 1 epizód                                                                   |
| 2024      | Gyilkos a házban                 | Only Murders in the Building       | Rudy Thurber                         | 7 epizód                                                                   |
| 2024      | Mi lenne, ha…?                   | What If...?                        | Kingo (hangja)                       | - 1 epizód - magyar hangja: - Kovács Lehel                                 |

## Fordítás
- Ez a szócikk részben vagy egészben  a   Kumail Nanjiani című angol Wikipédia-szócikk ezen változatának fordításán alapul.  Az eredeti cikk szerkesztőit annak laptörténete sorolja fel. Ez a jelzés csupán a megfogalmazás eredetét és a szerzői jogokat jelzi, nem szolgál a cikkben szereplő információk forrásmegjelöléseként.